# Östre Småträsket
Östre Småträsket är en sjö i Skellefteå kommun i Västerbotten och ingår i Skellefteälvens huvudavrinningsområde. Sjön har en area på 0,23 kvadratkilometer och ligger 288 meter över havet.

## Delavrinningsområde
Östre Småträsket ingår i det delavrinningsområde (722157-170084) som SMHI kallar för Inloppet i Hornsträsket. Medelhöjden är 302 meter över havet och ytan är 56,92 kvadratkilometer. Räknas de 8 avrinningsområdena uppströms in blir den ackumulerade arean 118,12 kvadratkilometer. Skidträskån (Grundträskån) som avvattnar avrinningsområdet har biflödesordning 3, vilket innebär att vattnet flödar genom totalt 3 vattendrag innan det når havet efter 87 kilometer. Avrinningsområdet består mestadels av skog (60 procent) och sankmarker (27 procent). Avrinningsområdet har 0,98 kvadratkilometer vattenytor vilket ger det en sjöprocent på 1,7 procent. Bebyggelsen i området täcker en yta av 1,87 kvadratkilometer eller 3 procent av avrinningsområdet.